# Cometa 11P/Tempel-Swift-LINEAR
11P / Tempel-Swift-LINEARés un cometa periòdic.
Wilhelm Tempel (Marsella) el va descobrir el 27 de novembre de 1869, i independentment també va ser descobert per Lewis Swift (Observatori Warner) l'11 d'octubre de 1880.
Després de 1908 el cometa es va tornar inobservable, però el 7 de desembre de 2001 va ser observat pel programa Lincoln Near Earth Asteroid Research (LINEAR), i es va confirmar que era el mateix cometa, després d'altres imatges preses el 10 de setembre i el 17 d'octubre.